# Payena acuminata
Payena acuminata är en tvåhjärtbladig växtart som först beskrevs av Carl Ludwig von Blume, och fick sitt nu gällande namn av Jean Baptiste Louis Pierre. Payena acuminata ingår i släktet Payena och familjen Sapotaceae. Inga underarter finns listade i Catalogue of Life.